# Jean-Pierre Martinet

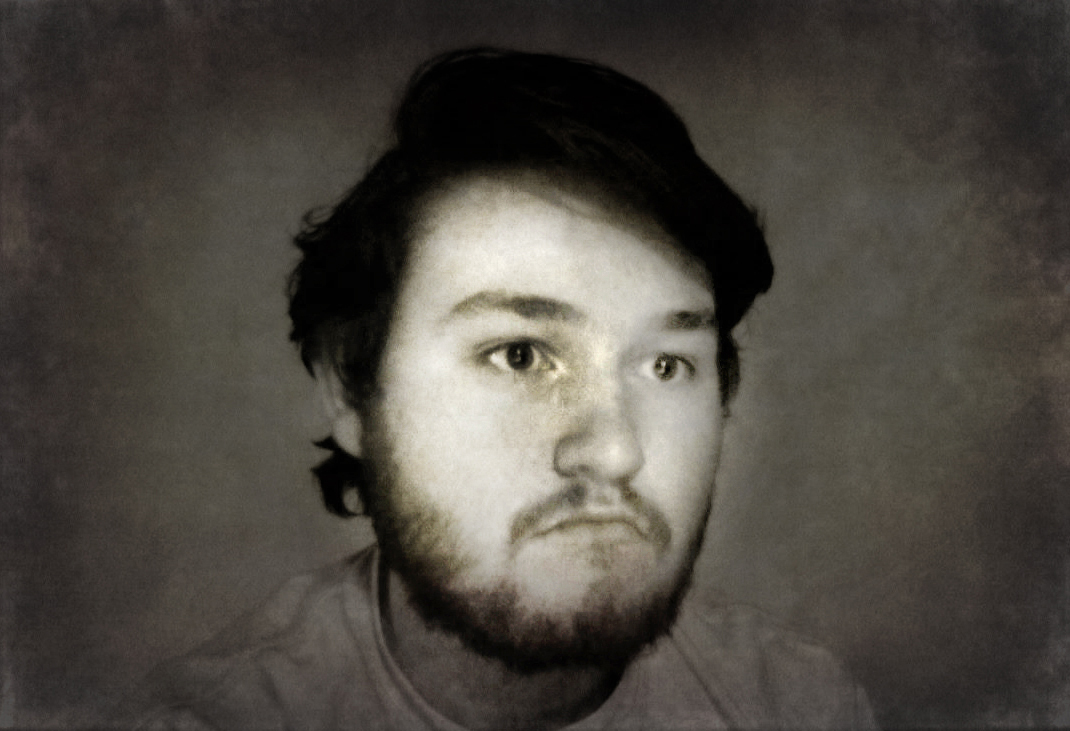
Jean-Pierre Martinet

Jean-Pierre Martinet (* 1944 in Libourne; † 1993) war ein französischer Regisseur, Schriftsteller und Kritiker.
Jean-Pierre Martinet war als Regisseur bei der staatlichen Rundfunkanstalt ORTF tätig. Sein Name wird vor allem mit anderen Autoren in Zusammenhang gebracht wie Emmanuel Bove oder Henri Calet. Als sein wichtigstes Werk gilt der Roman "Jérôme" von 1978. Verschiedene kleinere französische Verlage (finitude; Arbre vengeur) kümmern sich um eine Wiederauflage seines Werkes.

## Werke
- La Somnolence, 1975
- Jérôme, 1978
- L’Ombre des forêts, 1987